# Калікст III
Калікст III (лат. Callistus PP. III), в миру — Альфонсо ді Борджіа (кат. Alfons de Borja) (31 грудня 1378, Хатіва, Каналс — 6 серпня 1458, Рим, Папська держава) — 209 папа римський з 8 квітня 1455 року по 6 серпня 1458 рік.

## Життя
Алонсо де Борха (Борджа, Борджіа) народився 31 грудня 1378 року в Хатіва (Іспанія). Антипапою Бенедиктом XIII був призначений каноніком і професором у Леріда. Потім переїхав до Італії. Коли завдяки його старанням король Неаполя Альфонс I визнав папою Мартина V, тоді папа призначив Алонсо єпископом Валенсії. Євгеній IV призначив його у 1444 році кардиналом.

## Понтифікат
Ставши папою, Калікст присвятив всі свої сили та засоби для підтримки регента Угорського королівства Яноша Гуньяді, армія якого затримала під Белградом наступ турецьких військ (1456). На честь цієї перемоги Папа встановив свято Преображення Господнього, яке відзначається 6 серпня. Він увів також у храмах щодня опівдні дзвін (званий «турецьким») на честь Господнього Янгола. Під час правління Калікста III повернулися часи безмежного непотизму, роздачі церковних посад і кардинальських шапок родичам та прихильникам сім'ї Борджа. У 1456 році Калікст III наказав переглянути процес, у результаті якого в 1431 році була засуджена до спалення на багатті героїня французького народу Жанна д'Арк. Племінник Калікста III, Родріго Борха (Борджа), згодом також став папою під ім'ям Олександр VI.

## Образ у кінематографі
- Конклав (фільм, 2006)